# Elzange
Elzange település Franciaországban, Moselle megyében. Lakosainak száma 672 fő (2022. január 1.). Elzange Distroff, Inglange, Kœnigsmacker, Oudrenne és Valmestroff községekkel határos.

## Népesség
A település népességének változása:
| Lakosok száma | 706  | 448  | 656  | 779  | 773  | 745  | 721  | 705  | 694  | 672  |
|               | 1968 | 1982 | 1990 | 2006 | 2013 | 2015 | 2017 | 2019 | 2020 | 2022 |